# 涼森れむ
涼森 れむ（すずもり れむ、1997年〈平成9年〉12月3日 - ）は、日本のAV女優、女優。ティーパワーズ所属。

## 略歴

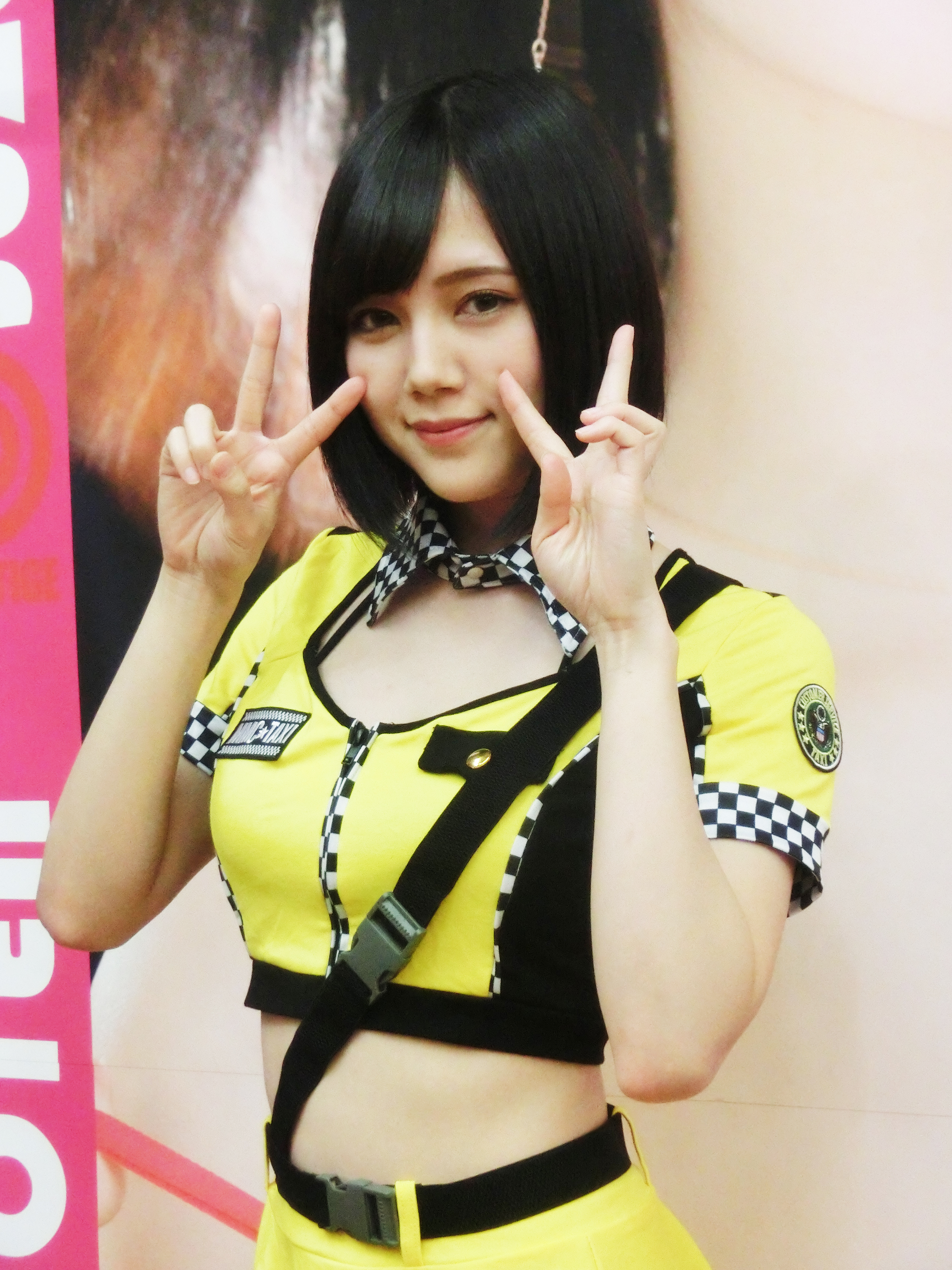
2019年、神田書店野田店

三重県出身。2019年（平成31年）4月、プレステージ専属女優としてAVデビュー。
同年8月1日、講談社主催のミスiD2020 セミファイナリスト進出。9月27日、ファイナリスト進出。11月23日、都内で開かれた授賞式でミスiD2020フォトジェニック賞受賞。
2020年（令和2年）6月、グラフィスが選ぶヌード美女10人の一人に選出され、週刊ポストに撮りおろしグラビアが掲載。
2020年（令和2年）12月、「FLASH 2020年現役最強セクシー女優BEST100」読者投票・第9位選出。
2021年（令和3年）4月に発表されたアサヒ芸能「2021現役AV女優SEXY総選挙」で第8位。2021年（令和3年）8月発表「読者300人が選んだFLASH 2021セクシー女優ランキング」読者投票5位。
『ひたすら生でハメまくる、終わらない中出し性交。体内射精18連発』が2021年のプレステージにおいて、一番売れたAV作品と『週刊プレイボーイ』で紹介される。
2022年（令和4年）5月に発表されたアサヒ芸能「2022現役AV女優SEXY総選挙」で第25位。9月には水着ブランド『sugar』の最新水着ファッションショーに出演。
同年発売の『【プレステージ20周年特別企画】涼森れむ×月曜から中出し』はこの年におけるプレステージ最大の売り上げを記録した。
2023年（令和5年）2月、『龍が如く7外伝 名を消した男』生キャバ嬢オーディションファイナリスト。
2023年（令和5年）5月に発表されたアサヒ芸能「2023現役AV女優SEXY総選挙」第26位。
2024年（令和6年）4月発売『アサヒ芸能』発表「2024現役AV女優セクシー総選挙」において総合20位となる。同年8月には台湾・TRE台北国際成人展に登壇。台湾での人気が報道されたほか、桜空ももとのメーカーを超えた2ショット、業界を超えた橋本梨菜、河路由希子との3ショットも話題を集めた。
同年10月14日週FANZA通販フロアランキングにおいて、『涼森れむと朝まで過ごせる 超高級デートクラブ』が初登場10位にランクイン。モデルとしても同年11月『カメラマン リターンズ#12』（モーターマガジン社）にて上野勇撮影「ennui」のモデルを務めた。
2025年5月4日にはTREND GIRLS撮影会2025に参加。大人の甘さ漂うスタイルが報道された。
同年6月13日には豊洲PIT『TREND GIRLS FESTIVAL』内で行われたドレスメーカー「Tika」ファッションショーに出演。
同年6月16日週FANZA通販フロアランキングにて、『24時間 FULL COMPLETE BOX』が初登場4位。FANZA通販フロア2025年6月度AV女優ランキング3位。
同年8月4日週FANZA通販フロアランキングにて、イメージビデオ『Remu8 Exotic Serenity・涼森れむ』（REbecca）のDVD版が初登場10位を記録。Blu-ray版が同じく7位にランクインした。

## 人物
- 趣味・特技は音楽鑑賞、けん玉（初段）。特技のけん玉はこすられすぎて現在封印中[28]。
- 初体験は高校生の時で、アルバイト先の先輩である大学生。その高校時代には、マクドナルドでのバイト中、同級生10人が列になり交代交代で告白されたことがある。涼森自身はドッキリのようなものだったのではないかと述懐している[29]。
- きっかけは友人に教えられた凰かなめの作品で、自ら応募してAV女優となった[3][30]。AVは1，2本程度でやめる予定であったが、前述のミスiD受賞などもあり継続[31]。
- デビュー後の2019年（令和元年）12月、取材で前職が看護師であることを明かした[8]。退職理由は疲れたこと、ほかのこともしてみたいと思ったため[31]。
- 相性のいいAV男優は、鮫島健介[32]。
- 両親ともトラックの運転手。自身も免許を持っており、2023年（令和5年）時点で愛車はトヨタ・C‐HR。なお、免許を取る前に車を購入した[33]。
- 前述のようにAV女優に惹かれて女優になったタイプであり、自身のファンも女性が比較的多い[31]。ドラマ作品を含む演技全般を苦手（絡みに集中できなくなってしまう）としており、プレイを重視した作品を得意としており、メーカーにも希望を出しているという[31]。

## 出演作品

### アダルトDVD
- 新人 プレステージ専属デビュー 時代を翔ける天使（4月19日、プレステージ）
- 顔射の美学 07 美女の顔面に溜まりに溜まった‘白濁男汁’をぶちまけろ！！（5月17日、プレステージ）
- 涼森れむがご奉仕しちゃう超最新やみつきエステ 44 お客様の欲望で凝り固まったアソコを極上リフレッシュ！！（6月21日、プレステージ）
- シロウトTV×PRESTIGE PREMIUM 35（6月28日、プレステージ）
- 新・絶対的美少女、お貸しします。 90 涼森れむ（AV女優）21歳。（7月19日、プレステージ）
- スポコス汗だくSEX4本番！ 体育会系・涼森れむ act.23 弾ける汗×スポーツウェアフェチズム（8月16日、プレステージ）
- 彼女のお姉さんは、誘惑ヤリたがり娘。 22 彼女の家に遊びに行ったらお姉さんに迫られイケナイ関係に…（9月20日、プレステージ）
- 女子マネージャーは、僕達の性処理ペット。 035（10月18日、プレステージ）
- 涼森れむの極上筆おろし 31 人生初となる童貞とセックスで思いがけず大絶頂！（11月8日、プレステージ）
- 天然成分由来 涼森れむ汁 120％ 63 頭の先から爪先まで淫汁まみれ（12月20日、プレステージ）

- 風俗タワー 性感フルコース3時間SPECIAL ACT.31 授乳プレイ、なじり隠語、手錠姦…etcマニアックな需要にも全力でお応えします！（1月10日、プレステージ）
- 絶対的鉄板シチュエーション 18 完全主観！涼森れむが贈るとてもHな4シチュエーション（2月21日、プレステージ）
- 涼森れむ 8時間 BEST PRESTIGE PREMIUM TREASURE vol.01 全6作品で「涼森れむ」の軌跡をたどる永久保存盤！！（3月13日、プレステージ）
- 美少女と、貸し切り温泉と、濃密性交と。 09 最旬Fカップ美少女を一泊貸し切り、山奥の温泉宿へ（3月20日、プレステージ）
- 涼森れむ なまなかだし 35 透明感No.1の最強美少女を孕ませる！！ (4月17日、プレステージ)
- スプラッシュれむ 女の体液、全部抜く！驚異の3SEX（5月8日、プレステージ）
- 中出し射精執行官 Case.05 涼森れむ（6月12日、プレステージ）
- 本番オーケー！？噂の裏ピンサロ 16 AV界随一の最旬BODYを味わい尽くせ！ 涼森れむ（8月14日、プレステージ）
- 笑顔120%！！涼森れむと過ごすイチャラブDays 恋人目線完全主観3本番（9月11日、プレステージ）
- 1VS1【※演技一切無し】本能剥き出しタイマン4本番 ACT.17 台本演出一切無し、只々貪り合う1対1のSEX…女優の本音と女優の本気見せます。 涼森れむ（10月9日、プレステージ）
- 声が出せない状況で…こっそり いちゃラブ「密着」SEX vol.03 かつてない閉所で声を殺してイキまくる3本番密着性交 涼森れむ（11月13日、プレステージ）
- 涼森れむ 8時間 BEST PRESTIGE PREMIUM TREASURE vol.02（11月27日、プレステージ）
- 人生初・トランス状態 激イキ絶頂セックス 54 F乳美少女を完膚なきまでイカせまくる。 涼森れむ（12月11日、プレステージ）

- ひたすら生でハメまくる、終らない中出し性交。 体内射精18連発 涼森れむ（1月8日、プレステージ）
- 僕とれむの異世界性活 ACT.07 最強セクシー装備でエロさ限界突破！！！ 涼森れむ（2月12日、プレステージ）
- 絶対的下から目線 おもてなし庵 最旬小町 涼森れむ 17（3月12日、プレステージ）
- アオハル 制服美少女と完全主観で過ごす性春3SEX。 ＃04 とびきりエッチで甘酸っぱい青春グラフィティを全てあなた視点で体験する170分 涼森れむ（4月9日、プレステージ）
- ※胸糞NTR 最悪の鬱勃起映像 幸せを約束した大好きな彼女がおっさんに寝取られて、壊されました。 涼森れむ（5月14日、プレステージ）
- 絶頂ランジェリーナ　美しいメリハリボディを際立たせる極上のランジェリー性交（6月4日、プレステージ）
- 働く痴女系お姉さん vol.16（7月2日、プレステージ）
- 中出し やりたい放題 10（8月6日、プレステージ）
- 超！透け透けスケベ学園 CLASS 12（9月3日、プレステージ）
- 艶「なまめかしい」オイルまみれ3本番（10月15日、プレステージ）
- 涼森れむ 8時間 BEST PRESTIGE PREMIUM TREASURE vol.03（10月22日、プレステージ）
- 全裸家政婦 新感覚ヴァーチャルセックス性活をあなたに Staff04 「性奉仕」の願いを叶える家政婦とヴァーチャルセックス（11月5日、プレステージ）
- 2人きりで濃密に紡ぐ、オトナの中出し小旅行。 Trip05 一泊二日、ALL生ハメ中出し4SEX（12月17日、プレステージ）

- もっと、汁 120％ 涼森れむ 最大級の淫汁大噴出（1月14日、プレステージ）
- 120％肯定カノジョ VOL．03 優し過ぎる恋人れむと、超絶倫で超早漏な僕の* 射精しまくり同棲性活（2月11日、プレステージ）

涼森れむの極上筆おろし 2nd 46 童貞ガチ素人3名全員マ○コで卒業！！射精率120%（3月11日、プレステージ）
- 【プレステージ20周年特別企画】涼森れむ×月曜から中出し（4月8日、プレステージ）
- 涼森れむ 8時間 BEST PRESTIGE PREMIUM TREASURE vol.04 全6作品＋未公開映像で「涼森れむ」の軌跡をたどる永久保存盤！（4月22日、プレステージ）
- 学校で1番可愛い教え子に射精管理されています。ドSJ●に毎日弄ばれる中年教師 涼森れむ（5月13日、プレステージ）
- スズモリ無双 ノンストップ12P乱交&究極の1対1SEX 涼森れむがかつてない暴走 過去最強SEX（6月10日、プレステージ）
- からかい上手の涼森さん。 いつも僕を弄ぶ涼森さんと青春イチャラブ3本番！！ 涼森れむ（7月8日、プレステージ）
- 軽蔑する上司に出張先の相部屋で媚●を盛られて…ブッ壊れキメセク結婚直前NTR 涼森れむ【女性のタイプ別でイカせられる！「涼森れむ」が講義 本当に気持ちいいセックス（8月12日、プレステージ）
- ねっちょりセックスに溺れる文系女子。 ねっちょり中出し4連発 涼森れむ【本当に女性が喜ぶセックステクニック！～性のプロが対談～（9月9日、プレステージ）
- シン・オーガズム 02 涼森れむ史上最高の絶頂回数（10月14日、プレステージ）
- 涼森れむ 8時間 BEST PRESTIGE PREMIUM TREASURE vol.05 全6作品+未公開映像で「涼森れむ」の軌跡をたどる永久保存盤！！（10月28日、プレステージ）
- 何もない田舎で幼馴染と、汗だく濃厚SEXするだけの毎日。 case.03 涼森れむ（11月11日、プレステージ）
- 風俗タワー PREMIUM ACT.03 濃厚中出しSEX 涼森れむ（12月9日、プレステージ）

- まだ絶対イケるよ！ vol.02 新感覚！連続発射応援特化AV 涼森れむ（1月13日、プレステージ）
- リミットブレイクSEX 絶対的美少女の殻をブチ破るドM覚醒3性交 VOL.04 涼森れむ（2月10日、プレステージ）
- 胸糞インモラルNTR 涼森れむ（3月31日、プレステージ）
- 涼森れむ 8時間 BEST PRESTIGE PREMIUM TREASURE vol.6 全6作品+未公開映像で「涼森れむ」の軌跡をたどる永久保存盤！！（4月21日、プレステージ）
- どちゃくそエロい最高級ギャルと中出ししまくった、あの夜。 1 涼森れむ（4月28日、プレステージ）
- 涼森れむ流 HOW TO SEX！！ 保健室の先生が身体を使って性指導！絶対セイキョウイク（5月26日、プレステージ）
- 恍惚のイキ顔 我を忘れるほど快感に酔いしれる3本番 涼森れむ（6月30日、プレステージ）
- 涼森れむの、尻。（7月21日、プレステージ）
- 新人OLが完堕ちするまでぶっ壊された ずぶ濡れ性交（8月18日、プレステージ）
- 完全主観×鬼イカせ イッても止めない激FUCK！！！追撃5，000ピストン 涼森れむ（9月29日、プレステージ）
- 従順な部下がドSに豹変 究極の二面性を描く衝撃ドラマ作品（10月20日、プレステージ）
- 唇が溶けるほどのベロキス性交（11月17日、プレステージ）
- 密室 密着空間で体温と吐息が溶け合うゼロ距離SEX（12月29日、プレステージ）

- 涼森れむ 8時間 BEST PRESTIGE PREMIUM EXCLUSIVE vol.07（1月5日、プレステージ）
- 逆NTR 男を狂わせる後輩に何度も迫られ続ける究極の社内不倫。（1月19日、プレステージ）
- 陰キャ女子とワンルーム同棲生活。「ラブホ清掃員の地味な女子」と、「不眠症のダメニート」が出会って滅茶苦茶ヤリまくって… 涼森れむ（2月16日、プレステージ）
- 俺の従順ペット候補生 06 涼森れむ（3月29日、プレステージ）
- 素人くんと丸1日2人きり。 涼森れむ（4月19日、プレステージ）
- 涼森れむ PREMIUM BEST PRESTIGE PREMIUM EXCLUSIVE デビュー5周年メモリアル vol.08（4月26日、プレステージ）
- 絶対忠実秘書 涼森れむ（5月17日、プレステージ）
- 全裸と日常 vol.03 涼森れむ（6月21日、プレステージ）
- いいなりっ娘 総販売数15万DL突破人気作を実写化（7月19日、プレステージ）
- 「赤ちゃん作ろ？」と子宮で欲しがる中出し懇願4シチュエーション（8月15日、プレステージ）
- 女子アスリート 灼熱・発汗3SEX Act.03（9月20日、プレステージ）
- ニートな姫にもほどがある！ 無職でヲタク、性欲溜まりまくりの干物美少女がチ●ポの快感を思い出しちゃった！（10月18日、プレステージ）
- 涼森れむ 8時間 BEST PRESTIGE PREMIUM EXCLUSIVE vol.09（11月1日、プレステージ）
- 涼森れむと朝まで過ごせる 超高級デートクラブ（11月15日、プレステージ）
- 「私、セックスが本当に好きなんです…。」 case.01（12月20日、プレステージ）

### 配信のみ
- ＜観れば必ず＞連続射精できる！セックスのプロが実践まじえて講義 絶倫セックス　偏差値78のAV男優「森林原人」による連続射精テクニック（2022年8月1日、セイキョウイク）
- ＜観れば必ず＞短小でもイカせられる！セックスのプロが実践まじえて講義 膣奥セックス　「吉村卓」による短小でもイカせられるテクニック（2022年8月10日、セイキョウイク）
- 【※撮り下ろし】AV女優「涼森れむ」と性の専門家が解説した本当に気持ちいいセックス！実践まじえて講義！＜真似すれば必ず＞イカせられる！（2023年1月1日、セイキョウイク）

### アダルトVR
- 最旬女優・涼森れむの初VR！神BODYで全力ご奉仕セックス！（2019年8月9日、プレステージ）
- 僕を好き過ぎる後輩・涼森れむの放課後全力誘惑セックス！（2019年9月5日、プレステージ）
- 【VR中出し解禁】「今日はいっぱい癒してあげるネ♪」最旬Fカップ・涼森れむの恋人いちゃラブSEX！（2020年11月19日、プレステージ）
- 指名No.1泡姫・涼森れむの中出しソープ濃厚ご奉仕SEX！（2020年12月24日、プレステージ）
- 密着誘惑メンエスVR 挿入匂わせ裏オプ確信リピート100%のセラピスト 涼森れむ（2024年4月26日、プレステージ）

### イメージビデオ
- Remu Refreshing Resort（2019年10月3日、REbecca）
- Remu2 OKINAWA infinity（2020年4月16日、REbecca）[34]
- Remu3 Heavenly place（2020年11月5日、REbecca）
- Remu4 Last paradise（2021年9月2日、REbecca）
- Remu5 Temptation seaside（2022年11月3日、REbecca）
- Remu6 Heaven of smiles（2023年3月2日、REbecca）
- Remu7 Scoops from overseas・涼森れむ（2024年8月1日、REbecca）

## 出演

### テレビ
- Sweet Angel #105（2019年8月10日、MONDO TV）
- もう!バカリズムさんの超H! #15（2020年7月27日、フジテレビONE）

### ラジオ
- ザ・マミィの今一歩、前へ（2022年4月18日、4月25日、12月12日、12月19日、2023年6月26日 ‐ 7月10日[35]、9月11日、9月18日、2024年5月6日、5月13日、8月26日、9月2日、文化放送）
- TREND WAVE（2025年6月22日、6月29日、FM FUJI）[36]

### イメージモデル
- AI彼女ゲーム「アイシャ」（Aisha）（2022年、ECCHI Corp、Android 6.0.1以上対応スマホアプリ）日本公式アンバサダー[37]

### パチンコ
- Pジューシーハニー極嬢MA（2025年1月、サンセイアールアンドディ）[38]

## 書籍

### 写真集
- Remlist（2020年1月21日、双葉社、撮影：浜田一喜）ISBN 978-4575315271
- れむむ　涼森れむ: 【グラビア写真集】（2020年10月2日、プレステージ出版、撮影：柳沢康太）※オンデマンドペーパーブック
- れむむ　涼森れむ: 【ヘアヌード写真集】（2020年10月2日、プレステージ出版、撮影：柳沢康太）※オンデマンドペーパーブック[39]
- R'（2021年8月5日、双葉社、撮影：冨貴塚宏樹）ISBN 978-4575316407
- Eternity（2024年3月15日）
- クリプトナイト（2024年6月21日）

### 雑誌
- 週刊実話 2019年（令和元年）8月15日号（日本ジャーナル出版） - グラビア「彼女がヒモをほどく瞬間」
- 週刊ポスト 2023年（令和5年）5月12日号（小学館） - グラビア「目覚めの季節」